# Saint-Maurice-en-Chalencon

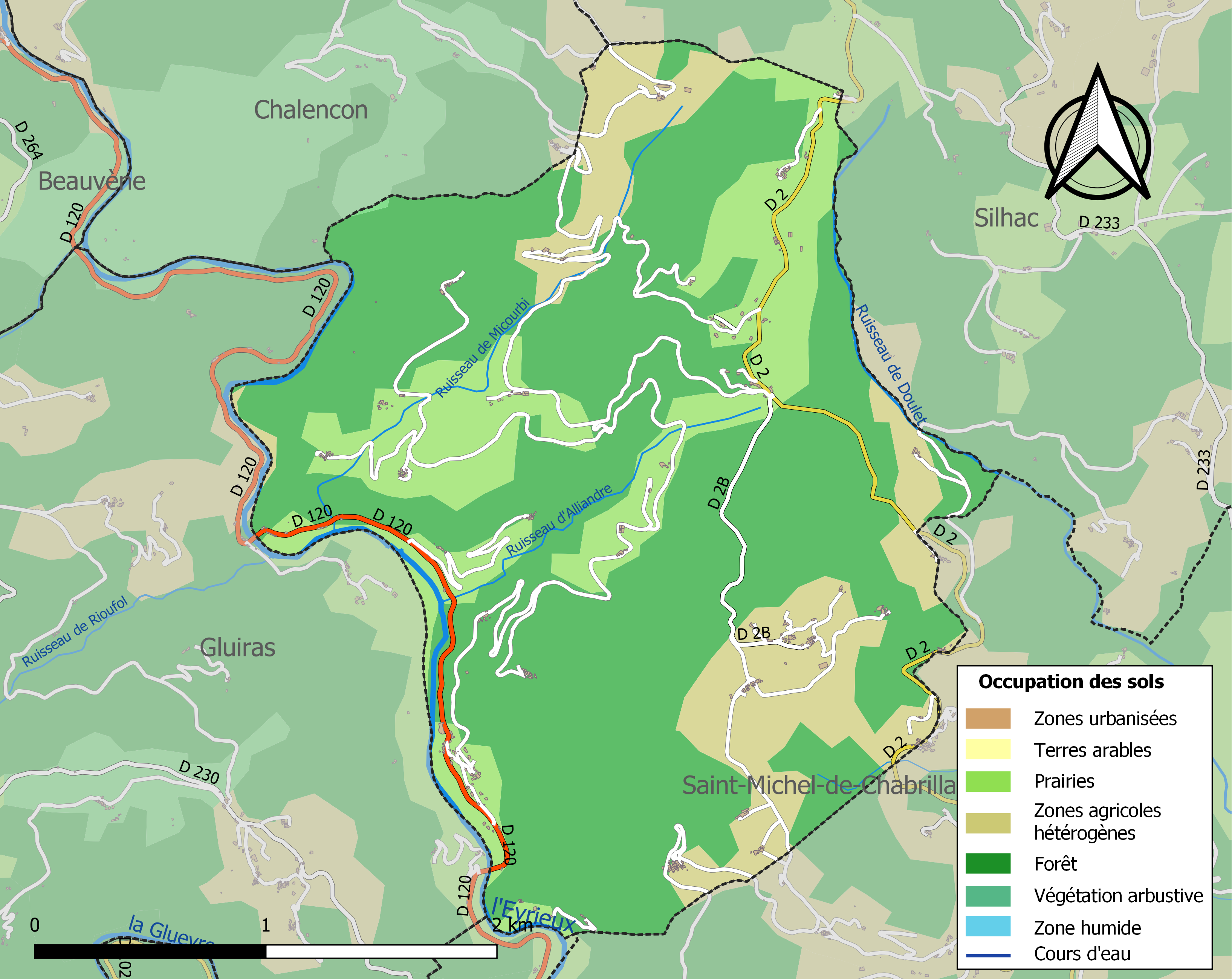
Mapa miejscowości

Saint-Maurice-en-Chalencon – miejscowość i gmina we Francji, w regionie Owernia-Rodan-Alpy, w departamencie Ardèche.
Według danych na rok 1990 gminę zamieszkiwało 161 osób, a gęstość zaludnienia wynosiła 21 osób/km² (wśród 2880 gmin regionu Rodan-Alpy Saint-Maurice-en-Chalencon plasuje się na 1461. miejscu pod względem liczby ludności, natomiast pod względem powierzchni na miejscu 1306.).